# Katharine Worsley
Katharine Lucy Mary Windsor (Yorkshire, 22 februari 1933), hertogin van Kent, is een lid van de Britse koninklijke familie. Ze trouwde met Edward van Kent, een kleinzoon van koning George V van het Verenigd Koninkrijk en een directe neef van koningin Elizabeth II. Katharine kwam in 1994 onder de aandacht, toen ze zich bekeerde tot de Katholieke Kerk. Ze is ook bekend van het tennistoernooi Wimbledon, waarbij zij en haar echtgenoot de prijzen uitreiken. Ze wordt niet graag met haar officiële titel (“Hare Koninklijke Hoogheid De Hertogin van Kent”) aangesproken, maar met “Katharine Kent” of “Katharine, hertogin van Kent”.

## Jeugd
Katharine Lucy Mary Worsley werd geboren in 1933 in Yorkshire als de enige dochter van Sir William Arthrinton Worsley en diens echtgenote, Joyce Moran. Ze volgde les aan de Queen Margaret’s School in de buurt van York en aan de Runton Hill School in Norfolk. Op school maakte ze kennis met de wereld van de muziek en leerde ze piano, orgel en viool spelen, wat ze nu nog steeds doet. Ze werkte later af en toe in een kindertehuis in York en op een kleuterschool in Londen, voordat ze in Oxford muziek ging studeren. Later zou ze muziekles gaan geven aan de Wansbeck Primary School in Hull.

## Huwelijk en gezin
Ze trouwde op 8 juni 1961 in York met prins Edward, hertog van Kent. Hij was de oudste zoon van prins George van Kent en prinses Marina van Griekenland en Denemarken. Na haar huwelijk kreeg ze de titel “Hare Koninklijke Hoogheid De Hertogin van Kent”. Katharine en Edward kregen vier kinderen:
- George (26 juni 1962), graaf van St. Andrews
- Helen (28 april 1964)
- Nicholas (25 juli 1970)
- Doodgeboren kind (1977)

Na het verlies van hun vierde kind in 1977 leed Katharine enige tijd aan depressies.

## Bekering tot het katholicisme
Katharine bekeerde zich in 1994 tot de Katholieke Kerk. Het was een persoonlijk besluit, dat werd goedgekeurd door de koningin. In een interview met de BBC verklaarde ze: “Ik hou van richtlijnen en de Katholieke Kerk biedt je die. Dat heb ik altijd in mijn leven gewild.” (“I do love guidelines and the Catholic Church offers you guidelines. I have always wanted that in my life.”)
Volgens de Act of Settlement uit 1701 hebben rooms-katholieken en leden van de koninklijke familie die met rooms-katholieken trouwen geen recht op de troon. Ondanks dit verloor Edward niet zijn rechten op de Britse troon vermits bij hun huwelijk Katharine nog aangesloten was bij de Anglicaanse Kerk. Na Katharine hebben meer leden van de koninklijke familie zich bekeerd tot de Katholieke Kerk.